# Біржовий крах 1873

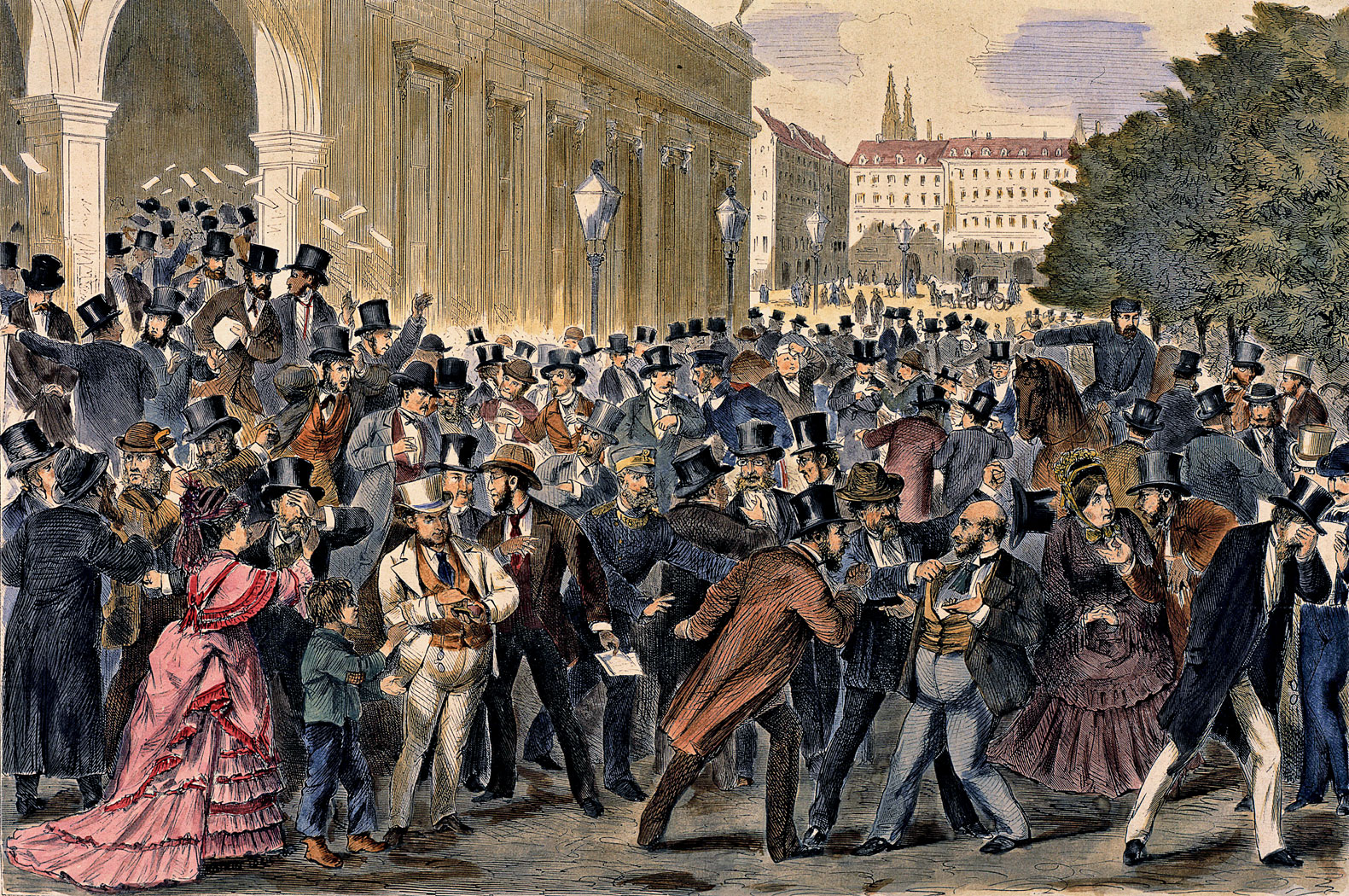
Чорна п'ятниця 9 травня 1873 на Віденській фондовій біржі

Біржовий крах 1873, Паніка 1873 (нім. Gründerkrach) — обвальне падіння цін на акції, викликане панікою спекулянтів на фондових біржах в Австрії, Німеччині та США. Біржові крахи стали причиною світової економічної кризи 1873—1896 рр. в Європі та США, що отримав назву «Довга депресія».

## Історія
Закінчення Франко-прусської війни викликало загальний підйом виробництва в Німеччині. Значна частина 5-мільярдної контрибуції була витрачена Німеччиною на сплату державних боргів німецьких держав. На фондовий ринок Західної Європи раптово були викинуті сотні мільйонів вільного капіталу, який шукав собі вигідного застосування.
Головною ареною біржового ажіотажу стали Німеччина (в 1870—1873 рр. тут було засновано 958 акціонерних товариств з капіталом в 3 600 000 000 марок), Австрія та США. Побудова нових залізниць, покупка вільних міських земель і забудова їх будинками — такими були улюблені форми спекуляції. Особливо лютувала спекуляція останнього роду у Відні, і у Відні ж пішла насамперед неминуча реакція. 8 травня 1873 р. на Віденській фондовій біржі почалася паніка, що закінчилася повним крахом біржових спекулянтів. Трохи пізніше пішов біржовий крах і в Німеччині.
Прискорив початок кризи бум на ринку нерухомості в Австро-Угорщині й Німеччини, а також величезні розміри незабезпечених кредитів на нерухомість. Перед кризою ціни на нерухомість стрімко зростали, і в Австро-Угорщині створили  велику  кількість  акціонерних  банків,  що  спеціалізувалися на іпотечних кредитах; при цьому стали широко використовувати іпотечні цінні папери. Коли курси цінних паперів впали, на Віденській біржі почалася паніка. Газети поширювали чутки про близький крах найбільшого банку Сreditanstalt. Вкладники масово забирали свої гроші та продавали цінні папери, що посилювало загальну нестабільність.
До осені 1873 криза не поширювалася на промисловість. У вересні в США кілька банкірських фірм, що позичили свої гроші залізниці, збанкрутували. Причиною їх банкрутства було несправне виконання зобов'язань залізницями, яких у США в 1870—1873 рр. було збудовано 237 000 миль. Потім почалися банкрутства промислових фірм, особливо металургійних заводів, які працювали для залізниць. Наприкінці 1873 р. криза поширилася по всій Західній Європі. Найменше постраждали від нього Франція та Велика Британія.

## В літературі
- Книга Еміля Золя "Гроші"
- Книга Теодора Драйзера "Фінансист"